# اچ‌ام‌ای‌اس مورسبی (۱۹۱۸)
اچ‌ام‌ای‌اس مورسبی (۱۹۱۸) (به انگلیسی: HMAS Moresby (1918)) یک کشتی بود که طول آن ۲۶۷ فوت (۸۱ متر) بود. این کشتی در سال ۱۹۱۸ ساخته شد.